# 巴尔德斯
巴尔德斯，是西班牙阿斯图里亚斯的一个市镇。总面积354平方公里，总人口14789人（2001年），人口密度42人/平方公里。